# Arheološko nalazište u Škripu
Arheološko nalazište nalazi se u Škripu na Braču.

## Opis
Na prostoru Velog Škripa vidljiv je perimetar gradinskog obrambenog zida građen velikim blokovima od kaštela Radojkovića i ruba groblja na zapadu, preko litice na jugu, na istoku bedem zatvara plato brežuljka do sačuvanih vrata (Vratca) dok se na sjeveru sporadično pojavljuje u vrtovima. Na groblju je pronađena antička arhitektura i tragovi Kibelina hrama, a pod kulom Radojković su ostaci monumentalnog antičkog mauzoleja ili kule. U središtu Škripa i po kućama sačuvano je više kasnoantičkih sarkofaga.

## Zaštita
Pod oznakom RSTI-0649 zavedena je kao nepokretno kulturno dobro - pojedinačno, pravna statusa zaštićena kulturnog dobra, klasificirano kao "arheološka baština".